# アレクセイ・オロヴニコフ
アレクセイ・オロヴニコフ(Alexey Matveyevich Olovnikov、1936年10月10日 - )は、ウラジオストク出身のロシアの生物学者である。1971年にテロメア短縮の問題に初めて気づき、テロメラーゼの存在を予測し、テロメアの細胞老化仮説や癌との関係を提案した。「テロメアとテロメラーゼ酵素が染色体を保護する機序の発見」に対して与えられた2009年のノーベル生理学・医学賞は受賞しなかったが、2009年にロシア科学アカデミーからデミドフ賞を授与された。